# Kolleisen
Das Kolleisen (norwegisch für Hügeleis) ist ein 27 km langes und 18 km breites vergletschertes Gebiet im ostantarktischen Königin-Maud-Land. Es liegt im westlichen Ausläufer der Sør Rondane.
Wissenschaftler des Norwegischen Polarinstituts benannten es 1988.